# Natália Melcon
Natalia Soledad Melcon (Buenos Aires, 17 de dezembro de 1990) é uma atriz argentina.
É conhecida por interpretar a Natalia "Tali" Ramos Pacheco Acevedo, na novela Chiquititas. E na novela Rincon de luz interpretando a Natalia "Tali" Toleto 

## Biografia
Iniciou sua carreira na novela infantil Chiquititas, dando vida a birrenta personagem Natália Ramos Pacheco Azevedo, que gritava por tudo que queria, até conseguir. Na novela era grande amiga da multimilionária Florência, interpretada pela atriz Geraldine Visciglio.
Entrou na novela na versão de 1999 e ficou até o final, em 2001.
Logo depois, interpretou a Roberta Ponce, "Tita", na novela Kachorra em 2002. E por curiosidade, contracenou com o ator argentino Luciano Ruiz, da novela Chiquititas 2006.
Em seguida, fez outra novela da autora, Cris Morena, a novela Rincón de Luz em 2003. Junto com os atores com quem contracenou em Chiquititas 2000. Os atores: Nadia Di Cello, Agustín Sierra, Milagros Flores, e juntamente com Delfina Varni, Stéfano de Gregorio, Candela Vetrano, Mariana Espósito e Geraldine Visciglio, todos da novela Chiquititas 2006. 
Seu último trabalho na TV foi na versão argentina da novela Amor Mío em 2005, interpretando Barbara.

## Trabalhos
- Chiquititas (1999-2001) como Natalia "Tali" Ramos Pacheco Acevedo
- Chiquititas 2001 (2001) como Natalia "Tali Ramos Pacheco Acevedo
- Chiquititas: Rincón de Luz (2001 - Cinema) como Natalia "Tali" Ramos Pacheco Acevedo[1]
- Kachorra (2002) como Roberta "Tita" Ponce
- Rincón de Luz (2003) como Natalia "Tali" Toledo
- Amor mío (2005) como Barbara
- Casi Angeles (2010) como Analey

## Discografia
- Chiquititas 1999 (1999)
- Chiquititas 2000 (2000)
- Chiquititas 2001 (2001)
- kachorra (2002)
- Rincón de Luz (2003)
- Amor mío (2005)
- Casi Angeles (2010)